# Тирконнелл
Королевство Тирконнелл (ирл. Tír Chonaill) — средневековое ирландское королевство, существовавшее с V века по 1607 год. Его столицей был город Донегол.

## История
Тирконнелл был основан в V веке Коналлом Гулбаном (умер в 464 году), сыном верховного короля Ирландии Ниалла Девять Заложников. Его потомки, род О’Доннелы, правили королевством до 1607 года.
В период расцвета в XV веке королевство занимало территорию современных графств Слайго, Литрим (ныне входят в состав Республики Ирландия), Тирон, Фермана и Лондондерри (ныне входят в состав Северной Ирландии). В его состав входили баронство Кайбре (ирл. — Cairbre), баронство Росколойер или Дартриге (ирл. — Rosclogher, Dartrighe), баронство Туат Раха (ирл. — Tuath Ratha), баронство Фирлург (ирл. — Firlurg). В разное время королевство Тир Коналл граничило с такими ирландскими королевствами как Коннахт, Айлех, Тир Эогайн, Брейфне.
Коналл Гулбан стал основателем династии и королевского клана О’Доннел — ответвления рода северных О’Нейлл (О’Нил). Они правили королевством до 1607 года, когда после поражения очередного ирландского восстания против английских захватчиков короли мелких независимых ирландских королевств покинули Ирландию, спасаясь от английского террора. Это событие вошло в историю как «Побег графов». После этого королевство Тирконелл было ликвидировано, а его территория присоединена к так называемому «королевства Ирландия», королём которого был английский король.
Короли Тир Конайлл из клана О’Доннел были сильными королями в истории Ирландии и влияли на политику во всей Ирландии и на действия верховного короля Ирландии. В своё время они владели титулами король, принцип (князь), герцог якобитов (этим титулом владел Ричард Тальбот), граф (этим титулом владели О’Доннел, Фитцуильямы, Тальбот, Карпентер), виконт (владели Бранлоу). Эти титулы клана О’Доннел были ликвидированы английскими властями в 1614 году.
Королевство Тир Конайлл вошло в историю как последнее ирландское королевство, сохранившее свою независимость от английских властей, как последнее гэльское государство в Ирландии. Её короли из династии О’Доннел вошли в историю как последние короли Ирландии, хотя они никогда не носили титул верховный король Ирландии и никогда не имели реальной власти над всей территорией Ирландии. Короли клана О’Доннел потеряли реальную власть после поражения от английских войск в 1601 году в битве под Кинсале (ирл. — Kinsale).
Сейчас названием королевства называется популярный сорт ирландского виски — «Tyrconnell».
В сентябре 1607 года Тирконнелл был присоединён к Королевству Ирландия.

## Список королей Тир Конайлла

### Ранние короли (464—804 годы)
(Короли Тир Конайлл из рода Уи Нейлл)
- Коналл Гулбан мак Нейлл (ирл. — Conall Gulban mac Néill) (ок. 450—464, ум. 464), сын верховного короля Ирландии Ниалла Девяти Заложников
- Фергус Кеннфота мак Конайлл (ок. 464—490), сын Коналла Гулбана
- Дауи мак Конайлл (ок. 490—530).
- Сетна мак Фергуссо (ок. 530—550).
- Ниннид мак Дуах (ирл. — Ninnid mac Dauach) (544—563)
- Айнмере мак Сетнай (ирл. — Ainmuire mac Sétnai) (563—569), верховный король Ирландии (566—569), сын Сенты мак Фергуссо
- Баэтан мак Ниннедо (ирл. — Báetán mac Ninnedo) (569—586), верховный король Ирландии (567), сын Ниннида мак Дуаха и правнук Коналла Гулбана
- Аэд мак Айнмерех (ирл. — Áed mac Ainmuirech) (586—598), верховный король Ирландии (568—594), сын Айнмере мак Сетная
- Коналл Ку мак Аэдо (ирл. — Conall Cú mac Áedo) (598—604), сын Аэда мак Айнмуйреха
- Маэл Кобо мак Аэдо (ирл. — Máel Cobo mac Áedo) (604—615), верховный король Ирландии (608—610/615), сын Аэда мак Айнмуйреха
- Домналл мак Аэдо (ирл. — Domnall mac Áedo) (615—642), верховный король Ирландии (628—642), сын Аэда мак Айнмуйреха
- Коналл Каэл (ирл. — Conall Cáel) (642—654), верховный король Ирландии (642—654), сын Маэла Кобы
- Келлах мак Маэл Кобо (ирл. — Cellach mac Máele Cobo) (642—658), верховный король Ирландии (642—658), сын Маэла Кобы
- Лоингсех мак Энгуссо (ирл. — Loingsech mac Óengusso) (? — 703), верховный король Ирландии(695—703), сын Энгуса мак Домналла и внук Домналла мак Аэдо
- Конгал Кеннмагайр мак Фергусса (ирл. — Congal Cennmagair mac Fergusa) (703—710), верховный король Ирландии (704—710), сын Фергуса Фаната и внук Домналла мак Аэдо
- Флатбертах мак Лоингсиг (ирл. — Flaithbertach mac Loingsig) (до 707—734, ум. 765), верховный король Ирландии (728—734), сын Лоигсеха мак Энгуссо
- Аэд Муйндерг мак Флайтбертайг (ирл. — Áed Muinderg mac Flaithbertaig) (734—747, ум. 747), сын Флатбертаха мак Лоигсеха
- Лойнгсех мак Флайтбертайг (ирл. — Loingsech mac Flaithbertaig) (747—754, ум. 754), сын Флатбертаха мак Лоигсеха
- Мурхад мак Флайтбертайг (ирл. — Murchad mac Flaithbertaig) (765—767, ум.767), сын Флатбертаха мак Лоигсеха
- Домналл мак Аэда Муйндейрг (ирл. — Domnall mac Áeda Muindeirg) (767—804), сын Аэда Муйндерга
- Маэл Брессал мак Домнайлл (804—819), сын Домнайлла мак Аэдо
- Далах мак Муйрхертайг (819—870)
- Маэл Брессал мак Маэле Дорайд (870—901)
- Фогартах мак Маэле Дорайд (901—904), брат Маэла Брессала
- Эйгехан мак Далах (904—906), сын Далаха мак Муйхертайга
- Руайдри Уа Кананайн (906—950)
- Мэл Колуйм Уа Кананайн (950—957)
- Энгус Уа Маэл Дорайд (957—961)
- Муйрхертах Уа Кананайн (961 — 9963)
- Мэл Иоса Уа Кананайн (963—967)
- Гилла Колуйм мак Диармайд (967—977)
- Тигернан Уа Мэлдорайд (977—980)
- Айд Уа Мэлдорайд (980—990)
- Руайдри мак Нейлл Уа Кананайн (990—997)
- Флайтбертах мак Лойнгсейг Уа Кананайн (997—1000)
- Маэл Руанайд Уа Мэлдорайд (1000—1027)
- Муйрхертах Уа Мэлдорайд (1027—1029)
- Руайдри Мор (1029—1030), сын Гиллы Колуйма
- Домналл мак Маэл Руанайд (1030—1032), сын Маэла Руанайда Уа Маэл Дорайда
- Флайтбертах Уа Кананайн (1032—1045)
- Ниалл мак Гилла Колуйм Уа Мэлдорайд (1045—1059)
- Руайдри мак Флайтбертах (1059—1071), сын Флайтбертаха Уа Кананайна
- Доннхад Уа Кананайн (1071—1075)
- Домналл (1075—1083)
- Мурхад Уа Мэлдорайд (1083—1085)
- Аэд Уа Кананайн (1085—1093)
- Руайдри Уа Кананайн (1093—1135)
- Флайтбертах Уа Кананайн (1135—1153)
- Аэд мак Руайдри (1153—1156), сын Руайдри Уа Кананайна
- неизвестный (1156—1160)
- Магнус Уа Кананайн (1160—1165)
- Руайдри Уа Кананайн (1165—1171)
- Флайтбертах Уа Мэлдорайд (1172—1197)
- Эхмарках Уа Дохтартайг (1197)

### Уа Домнайлл (О’Доннелы)
- Эйкнехан мак Доннхада (1197—1207).
- Домналл Мор (1207—1241), сын предыдущего
- Маэл Сехлайнн (1241—1247), сын Домналла Мора
- Руайдри Уа Кананайн (1247—1248)
- Гофред (1248—1258), сын Домналла Мора
- Доннелл Ог О’Доннелл (1258—1281), сын Домналла Мора
- Аэд (1281—1290) (1291—1333), сын Домналла Ога
- Тойрдельбах (Турлох) (1290—1291, ум. 1303), сын Домналла Ога
- Конхобар (1333—1342), сын Аэда мак Домналла Ога
- Ниалл (1342—1343, ум. 1348), сын Аэда мак Домналла Ога
- Энгус (1343—1352), сын Конхобара мак Аэдо
- Шон (1352—1359) (1362—1380), сын Конхобара мак Аэдо
- Фейдлимид (претендент в 1352—1356), сын Аэда мак Домналла Ога
- Катал Ог Уа Конхобайр Слигиг (1359—1362)
- Тойрдельбах Ан-Фиона (1380—1422, ум. 1422), сын Ниалла мак Аэдо
- Ниал Гарб (1422—1439), сын Тойрделбаха Ога
- Нехтан (1439—1452), сын Тойрделбаха Ога
- Руайдри (1452—1454), сын Нехтана мак Тойрделбаха
- Домналл (1454—1456), сын Ниалла Гарба
- Тойрдельбах мак Нехтан Кайрбрех (1456—1461)
- Аэд Руад (1461—1497) (1497—1505), сын Ниалла Гарба
- Конн (1497), сын Аэда Руада
- Аэд Дуб (1505—1537), сын Аэда Руада
- Манус (1537—1555, граф Тирконнел с 1542, ум. 1563), сын Аэда Дуба
- Калвах (1555—1556), старший сын и преемник Мануса
- Аод (Хью) (1556—1592, ум. 1600), сын Мануса и брат Калваха
- Аод (Хью) Руад (1592—1602), сын Аэда
- Руайдри (Рори) (1602—1607, ум. 1608), сын Аэда

В 1607 году королевство Тирконелл было аннексировано английской короной.